# Полтавський академічний симфонічний оркестр

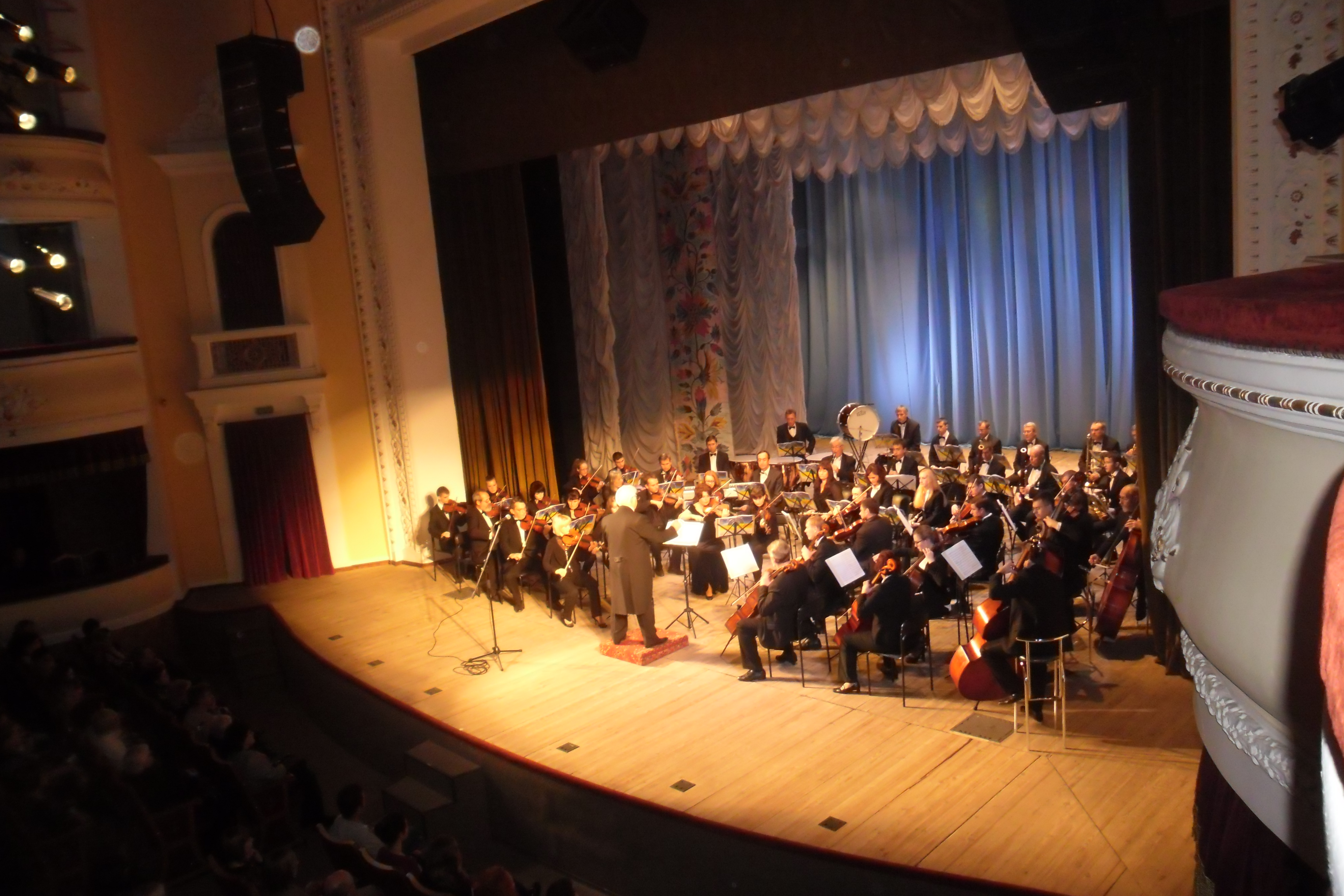
Симфонічний оркестр на сцені Академічного театру ім. Гоголя (2015)

Полтавський академічний симфонічний оркестр — Комунальний заклад "Полтавський академічний симфонічний оркестр" Полтавської обласної ради.

## Історія
У 1898 Дмитро Ахшарумов, переїхавши до Полтави, ініціював створення у місті симфонічного оркестру. Було здійснено 11 турне до Варшави, Вільна, Санкт-Петербурга, Воронежа, Одеси та інших міст.

Ім'я Дмитра Ахшарумова носить створений 2002 року камерний оркестр Полтавської обласної філармонії.
Полтавський симфонічний оркестр був сформований 2000-го року на базі театрального оркестру. Кількість виконавців нараховувала 16, згодом 28 осіб. Головний диригент — народний артист України Віталій Скакун.
Перший виступ оркестру повного складу, у кількості 50 осіб, відбувся у Полтаві 22 лютого 2000-го під час святкування 50-річчя головного диригента. Ця дата вважається днем заснування колективу.
Оркестр з успіхом здійснював гастрольні турне по країні. Під час баталій на Сході підтримував військових у місцях постійної дислокації.
Навесні 2019 році Оркестр отримав статус "акамедічного".

## Репертуар
На початку репертуар складався з творів західних класиків: Бранденбургзький концерт № 5 Йоганна Баха, Симфонія № 40, Концерти для скрипки з оркестром № 3 та № 5, Концерти для фортепіано з оркестром Вольфганга Моцарта тощо.
Згодом були включені твори композиторів романтизму: 9-ту симфонію Антоніна Дворжака, концерти для фортепіано з оркестром Едварда Гріга та Ференца Ліста та багатьох інших.
Також репертуар оркестру містить твори українських композиторів, зокрема увертюру до опери «Тарас Бульба» Миколи Лисенка, «Гуцульська рапсодія» Георгія Майбороди, «Поп Калейдоскоп» запорізького композитора Дмитра Савенка тощо.